# Lucile Salter
Lucile Salter (1914-1987), fue una filántropa estadounidense.
En 1938, contrajo matrimonio con David Packard, fue madre de cuatro hijos: David, Nancy, Susan y Julia Packard Salter. 
En 1964, la pareja fundó la Fundación David y Lucile Packard. Las tres hijas de Lucile Salter son presidentas del comité ejecutivo de la Fundación Packard de Fideicomisarios; también sus nietos continúan el importante trabajo iniciado por David y Lucile en la fundación.
Lucile falleció en 1987.